# Bundesautobahn 215
Pour les articles homonymes, voir A215.
La Bundesautobahn 215 (ou BAB 215, A215 ou Autobahn 215) est une autoroute passant par le Schleswig-Holstein. Elle mesure 17 kilomètres. 